# Tzakol en Bitol
Tzakol en Bitol zijn scheppergoden uit de Mayamythologie en worden genoemd in het hoofdstuk De Schepping in het eerste deel van de Popol Vuh. Tzakol en Bitol maakten de 4 windrichtingen en waren de moeder en vader van het leven en de schepping. Tzakol, de schepper, staat voor Bouwers van het werkwoord 'Tzac' (bouwen) en Bitol, de vormer, komt van 'Bit' (beelden vormen).

## Mens van klei
Tepëu en Gucumatz zagen dat samen met het licht de mens moest verschijnen. Huracan, het Hart van de hemel, besluit dat de mens moet worden geschapen. Tepëu en Gucumatz scheppen samen met onder meer Tzakol en Bitol de aarde en de dieren van het woud. Tzakol en Bitol bevelen de dieren hen te aanbidden, maar de dieren konden niet spreken als mensen. Daarom werd een nieuwe poging gedaan de mens te scheppen. 'Laten wij nu een wezen scheppen dat gehoorzaam is en dienstwillig en ons voedt en onderhoudt. (..) Uit aarde, uit leem maakten zij het vlees van de mens. (..) het was te week (..) Het sprak wel, maar het had geen verstand. (..) 'Het blijkt dat het niet lopen kan en zich niet kan vermenigvuldigen.

## Mens van hout
Er wordt besloten een nieuwe mens te scheppen, beelden uit hout, te bewerken door Tzakol en Bitol. Deze nieuwe wezens hadden dochters en zonen, maar 'geen ziel, geen verstand (..) Doelloos zwierven zij rond en zij liepen op handen en voeten.' Deze eerste mensen vergaten Tzakol en Bitol, hun vader en moeder en werden daarom vernietigd door vloed, regen, dieren, keukengerei en de stenen van de haard.
'En men zegt dat hun nakomelingen de apen zijn die nu in de bossen leven. Aan de apen kan men degenen herkennen waarvan de schepper en de vormer het vlees uit hout maakten. Daarom lijkt de aap op de mens, als herinnering aan een schepping van mensen, aan mensen die niets anders waren dan poppen van hout.'
Ixbaquiyalo ('Zij die de mensen beenderen geeft') had met Een Eenjager twee zonen: Eenaap (Hun-Batz) en Eenmeester (Hun Chowen). Zij waren fluitspelers en kunstenaars, maar veranderden in apen. Ze waren onvriendelijk geweest tegen Hunahpu en Ixbalanqué. Hun grootmoeder Ixmucane lachtte hen tot driemaal toe uit, waarna ze zich voorgoed in de bossen terugtrokken.
In de Popol vuh volgt het verhaal van Vucub Caquix (Zeven-papegaai) en zijn zonen Zipacna en Cabracan, de val van de 400 Jongelingen, de val van Een Eenjager en Zeven Eenjager (Hun Hunahpu en Vucub Hunahpu) en de overwinning van Hunahpu en Ixbalanqué op de Heren van Xibalba, waarna in het hoofdstuk Voleinding van de schepping de draad van het scheppingsverhaal en het aandeel van Tzakol en Bitol daarin weer wordt opgepakt.

## Mens van maïs
Vier dieren: de wilde kat, de coyote, de papegaai en de raaf, brachten de noodzakelijke 'levensstof': gele en witte maïs. Daaruit werd het vlees van de mens geschapen. Ixmucane brouwde negen dranken door de maïs fijn te wrijven en daaruit schiepen de goden 'de kracht en de sterkte van de mens'. Er werden vier mensen geschapen, de voorouders van de Maya's: Bosjaguar, Nachtjaguar, Heer van de nacht en Maanjaguar. Zij waren niet uit een vrouw geboren, noch door Tzakol en Bitol verwekt.
'Slechts door een wonder, door toverij werden zij geschapen en gevormd, door Tzakol, Bitol, Alom, Caholom, Tepëu en Gucumatz. (..) Het waren goede en schone mensen en hun lichaam was dat van een man. Verstand was hun geschonken. (..) Groot was hun wijsheid.'
Ze dankten Tzakol en Bitol en doorzagen alles, maar Tzakol en Bitol zijn daar ontevreden mee.
'Zijn zij niet, zoals ze zijn, louter schepsels en maakwerk? Moeten zij dan ook goden zijn? (..) Wat, wanneer zij zich niet vermenigvuldigen? (..) Moeten zij tenslotte gelijk zijn aan ons, die hen schiepen (..)?' zo vroegen de goden zich af.
Huracan wierp een sluier over de ogen van de vier mensen en zo werd hun wijsheid en kennis vernietigd. Toen werden de echtgenoten geschapen: Hemelwater, Bronwater, Kolibriwater en Papegaaiwater. 'Zij verwekten de mensen, de kleine en de grote stammen. (..) Zij hadden één enkele taal (..) het woord van Tzakol en Bitol, van het Hart van de hemel en het Hart van de aarde herinnerden zij zich.' De stammen verwachtten de Dageraad en zo eindigt het eerste deel van de Popol Vuh. Het tweede deel gaat over de geschiedenis van de Maya's.